# 学校法人小池学園
学校法人小池学園（がっこうほうじんこいけがくえん）は埼玉県越谷市七左町3丁目に所在。

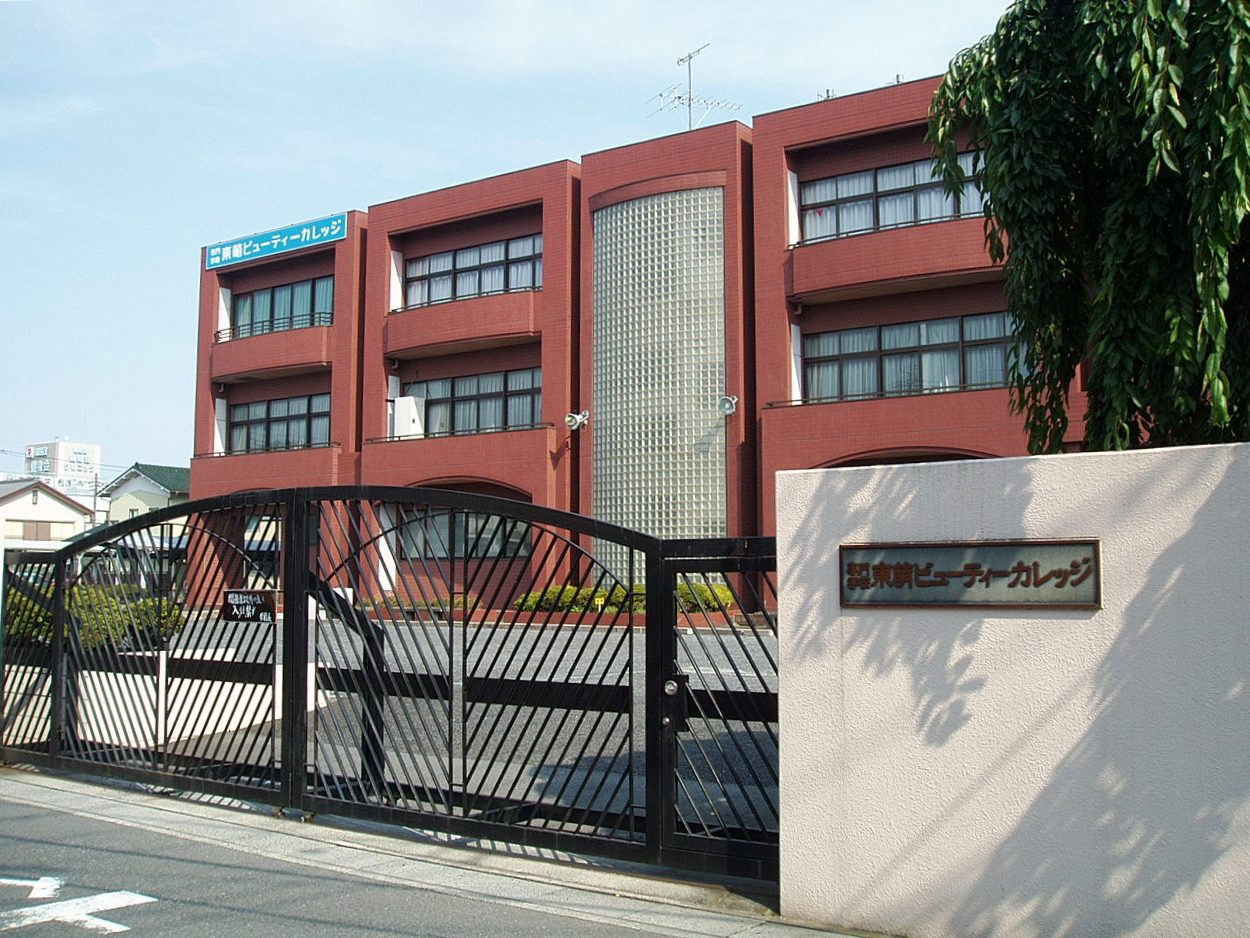
東萌ビューティーカレッジ

## 概要
武蔵野星城高等学校、埼玉東萌短期大学、専門学校東萌ビューティーカレッジの3校を設置する学校法人である。理事長は小池千代子。

## 学校法人を構成する学校
- 武蔵野星城高等学校
- 専門学校東萌ビューティーカレッジ
- 埼玉東萌短期大学

## かつて運営していた学校・課程
- 東萌保育専門学校：埼玉東萌短期大学の新設により、2011年（平成23年）度より生徒の募集を停止し、2012年（平成24年）3月に閉校した。
- 東萌専門学校：商業実務高等課程、服飾・家政高等課程 - 武蔵野星城高校開校により、2001年（平成13年）度一杯で募集停止。